# Alfred Ernst (Musiker)
Alfred Bruno Wilhelm Ernst (* 15. Juli 1868 in Gotha; † 30. Dezember 1916 in Berlin) war ein deutsch-US-Amerikanischer Dirigent, Komponist und Pianist. Von 1894 bis 1907 war er Leiter der St. Louis Choral-Symphony Society.

## Leben
Alfred Ernst wurde 1868 als Sohn des Posamentiers Heinrich Ernst und dessen Ehefrau Albertine, geborene Voigt, in Gotha im Herzogtum Sachsen-Coburg und Gotha geboren. Er war ein Großcousin des Musikschriftstellers Alfred Ernst (geb. 1860). Nach dem Musikstudium am Leipziger Konservatorium u. a. bei Carl Reinecke, Oscar Paul und Salomon Jadassohn wurde er mit 19 Jahren Kapellmeister am Hoftheater Gotha.

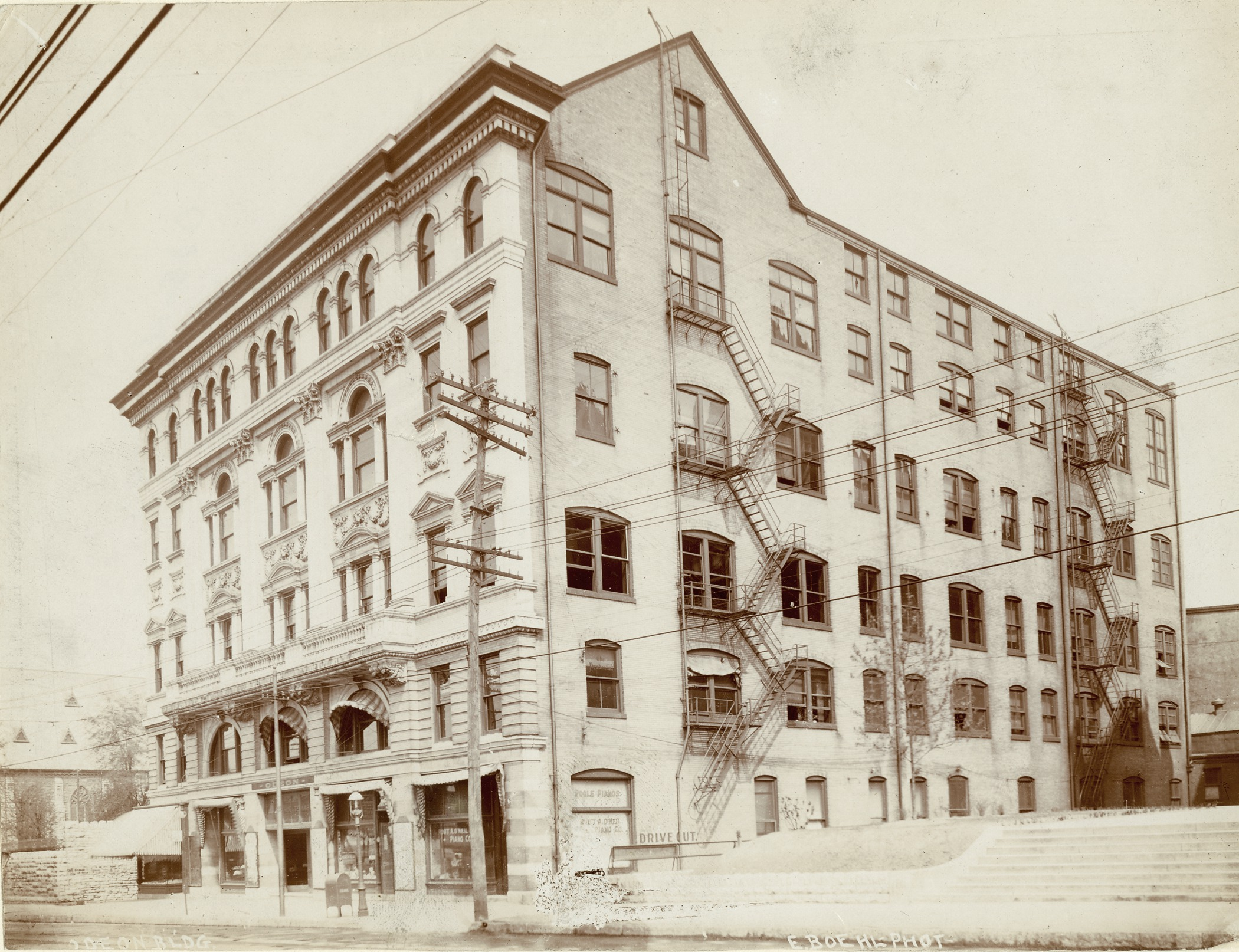
Odeon Theater in St. Louis (ca. 1905), ehemalige Spielstätte des St. Louis Symphony Orchestra

1893 ging er nach New York City, wo er für ein Jahr als Pianist tätig war. Von 1894 bis zur Saison 1906/07 war er in der Nachfolge von Joseph Otten Leiter der St. Louis Choral-Symphony Society in Missouri. Innerhalb weniger Jahre schaffte er es, die Anzahl der Saisonkonzerte von sechs auf zwölf zu heben. Neben seiner Dirigententätigkeit unternahm er auch Versuche als Komponist, so wurde sein Klavierstück Gondoliera durch Georg Buddeus aufgeführt. 1901 lernte er in St. Louis den afroamerikanischen Ragtime-Komponisten Scott Joplin kennen, für den er sich öffentlich einsetzte. Im Rahmen der Weltausstellung in St. Louis 1904 (Louisiana Purchase Exposition) stellte sein Orchester 52 der 82 Mitglieder des Ausstellungsorchesters. Von den 25 angesetzten Konzerten übernahm Ernst die freitäglichen Sinfoniekonzerte. Den Violinsolisten Fritz Kreisler begleitete Ernst persönlich auf dem Klavier. Ernst war ein temperamentvoller Orchestererzieher, vergleichbar mit dem späteren Arturo Toscanini. Mit seinen Musikern, von denen viele deutschstämmig waren, sprach er Deutsch. 1902 holte ihn Clemens Strassberger als Professor für Klavier an das deutschlastige Strassberger Conservatory of Music. Außerdem war er von 1903 bis 1907 Leiter des St. Louis Morning Choral Club. Ernst, der auch die US-amerikanische Staatsbürgerschaft hatte, ging 1907 zurück in seine deutsche Heimat.
Ebenda setzte er seine Tätigkeit als Komponist und Dirigent fort, so brachte er 1908 am Stadttheater Halle seine dreiaktige Oper Gouverneur und Müller (nach einer Erzählung von Pedro Antonio de Alarcón) zur Uraufführung.
Ernst, evangelisch, war mit Hildegard Ernst, geborene Ortmann, verheiratet und lebte zuletzt in Frohnau im Landkreis Niederbarnim. Am 30. Dezember 1916 verstarb er im Verbandskrankenhaus Reinickendorf.